# Географски информациони систем
Географски информациони систем (ГИС) је систем за управљање просторним подацима и њима придруженим особинама. У најстрожем смислу то је рачунарски систем способан за интегрисање, складиштење, уређивање, анализу и приказ географских информација. У ширем смислу ГИС је оруђе „паметне карте“ које оставља могућност корисницима да постављају интерактивне упите (истраживања која ствара корисник), анализирају просторне информације и уређују податке.
Технологија географског информационог система може се користити за научна истраживања, управљање ресурсима, имовинско управљање, планирање развоја, просторно планирање, картографију и планирање инфраструктуре. ГИС се често користи и за потребе маркетиншког истраживања, геологији, грађевинарству, али и у свим областима које користе податке везане за карте.

## Историја развоја
Пре 35.000 година на зидовима у пећинама Ласка у Француској кромањонски ловци су нацртали слике животиња које су уловили. Придружене животињским цртежима су и стазе за које се претпоставља да приказују путеве миграције. Ти рани записи следили су двоелементну структуру модерног географског информационог система: графичка датотека повезана је с атрибутном базом података.
У 18. веку примениле су се савремене геодетске технике за топографско картирање уз раније верзије тематског картирања, нпр. за научне податке или податке пописа становништва.
Рани 20. век доживео је развој „фотографске литографије“ у којој су карте биле одвојене у слојеве. Развој рачунарског хардвера подстакнутог истраживањем нуклеарног оружја водио је применама рачунарског „картирања“ опште намене у раним 1960-им.
Године 1967. развој првог правог светског операционог GIS-а у Отави, Онтарио подстакнуло је федерално Министарство енергије, рударства и ресурса. Развио га је Роџер Томлинсон, а назван је „Канадским ГИС-ом“ ( GIS; CGIS) и користио се за складиштење, анализирање и руковање подацима прикупљеним за Канадски земљишни инвентар (CLI)–иницијатива за одређивање способности земље у руралној Канади картирањем информација о тлу, пољопривреди, рекреацији, дивљини, воденим птицама, шумарству и употреби земљишта у размери 1:250,000. Такође, додан је класификациони фактор процене како би омогућио анализу.
CGIS је био први светски „систем“ као и побољшање над применама „картирања“ пошто је дозвољавао могућности преклапања, мерења, дигитализовања/скенирања, а подржавао је национални координатни систем који се проширио континентом, кодиране линије попут „лукова“ имале су праву уграђену топологију, те је памтио особине и локацијске информације у одвојеним датотекама. Његов оснивач, географ Роџер Томлинсон, постао је познат као „отац ГИС-а“.
CGIS, који је трајао до 1990-их, изградио је највећу дигиталну базу података о земљишним ресурсима у Канади. Развио се као главни базни систем за подршку федералног и провинцијског планирања и управљања ресурсима. Његова снага је била у анализи комплексних скупова података широм континента. CGIS никад није био доступан у комерцијалном облику. Његов почетни развој и успех подстакао је различите комерцијалне примене картирања које су продавале фирме као на пример Intergraph. Развој микрорачунарског хардвера проширили су продавачи попут ESRI-ja, MapInfo-a и CARIS-a како би успешно унели многа обележја CGIS-а, повезујући приступ 
1. генерације на одвајање просторних и атрибутних информација с приступом
2. генерације на организовање атрибутних података у структуре база података.

Раст индустрије током 1980-их и 1990-их убрзан је растућом употребом ГИС-а на Јуниксовим радним станицама али и персоналним рачунарима. До краја 20. века брзи раст у различитим системима учврстио се и стандардизовао на релативно мало платформи па су корисници почели извозити концепт гледања ГИС података преко Интернета, тражећи обликовање података и преносне стандарде.

## Компоненте ГИС и основни појмови
ГИС се састоји од четири интерактивне компоненте: подсистем за унос који врши конверзију карата (мапа) и других просторних података у дигитални облик (врши се тзв. дигитализација података); подсистем за складиштење и позивање података; подсистем за анализу; и излазни подсистем за израду карата, табела и за пружање одговора на постављене упите.

## Рад у ГИС-у

### Подаци
Савремене ГИС технологије користе информације у дигиталном облику, за чије прављење се користе различите методе. У најширој употреби је дигитализација, којом се штампана карта или план преводе у дигитални облик употребом CAD (computer-aided design) програма, и могућности геореференцирања. Велика доступност орторектификованих снимака (сателитских и аероснимака), дигитализација прецртавањем постала је основни метод екстракције географских података. Дигитално прецртавање подразумева цртање географских података директно преко аероснимака уместо коришћења, сада већ, застарелог метода трасирања географских података помоћу дигитајзера.

### Повезивање информација из више извора
Када би могли да повежете информације о падавинама ваше државе са аероснимцима ваше државе, тада бисте били у могућности да знате који крајеви пресушују у које доба године. ГИС, јер користи информације из великог броја различитих извора и у великом броју различитих форми, може помоћи при таквој врсти анализе. Примарно сваки податак је везан за тачно одређену локацију. Локација може бити дефинисана помоћу x, y и z координате географске ширине, географске дужине, и надморске висине, или помоћу неког другог система за геокодирање (координатног система). Свака променљива која се може лоцирати просторно може бити унета у ГИС. Различите врсте података у облику карте могу се уносити у ГИС.

### Приказ информација
Информације представљају податке о вештачким и природним објектима на неком простору. То су, на пример, инфраструктурни објекти, стамбени, спортски и други грађевински објекти, хидроакумулације, реке, намена земљишта, елевациони подаци о терену, геологија терена и др. 
Информације о геометрији објеката могу бити у облику растера и вектора.
Растер се састоји од редова и колона ћелија, које се називају пиксели, при чему свака од тих ћелија има једну, одређену, бројну вредност. У случају слике, та бројна вредност, представља број боје (боје су кодиране бројевима). У случају приказа неке друге информације вредност пиксела не представља само боју већ представља просторни податак. Пример: на неком простору дошло је до ексцеса у виду емисије отровних гасова. Растер који приказује количину загађења, састоји се од пиксела чије бројне вредности носе просторну информацију о концентрацији отровних материја у ваздуху у сваком делићу тог простора. 
Пошто један пиксел има једну бројну вредност, грубо речено, растер има онолико информација колико има пиксела. Растери се могу приказивати по каналима, RGB канали, односно, у црвеном, зеленом и плавом делу спектра видљиве светлости. Преклапањем тако припремљених растера, њиховим различитим комбиновањем, може се добити знатно већи број информација о неком подручју. 
Приказ информација у векторском облику односи се на геометрију облика (дужина, висина, облик), било да су у питању линијски или полигони ентитети као и на њихов просторни положај (положај у координатном систему).
Поред ових информација у ГИС-у постоје додатне информације, тзв. непросторни подаци, које се могу везати за поједине растерске или векторске податке. На пример, шума може бити просторно приказана у облику неког неправилног полигона (полигони ентитет), а непросторни податак могу бити подаци о врстама стабала, њихов број, процентуална заступљеност различитих врста, итд.

### ГИС програми
- Општег прегледног типа
  - Глобал мапер
  - Мапинфо профешонал
  - Квантум ГИС

- Сложеног, уско стручног типа
  -  - програм који функционише у симбиози са програмом MapInfo, намењен геолозима који се баве истраживањем лежишта минералних сировина, али и осталим геолозима. У овом програму је могуће радити анализу бушотина, геостатистику, геофизику, геохемију...
  -  - додатак за Encom Discover™ помоћу кога је могуће податке пројектовати и моделовати у трећој димензији
  -  - анализа сателитских снимака, даљинска детекција
  -  - истраживање седиментних лежишта, лежишта нафте и гаса, геохемија, геофизика, 3д приказ